# Xiao Yu

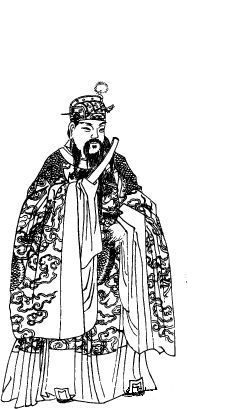
Xiao Yu d'après le livre 晩笑堂竹荘畫傳 publié en 1921

Xiao Yu (蕭瑀，575-648) est un fonctionnaire chinois.

## Biographie
Vieux fonctionnaire très expérimenté, apprécié pour sa droiture, sa morale, et son intégrité, il est souvent aussi détesté du fait de son caractère exécrable, acide, et sans détour. 
Ministre en chef (宰相 zaixiang) en 626, 627, 630, 635-36, 643-646, et directeur du Censorat -l'outil de contrôle Tang- en 630, sa carrière est fréquemment entrecoupée du fait de son caractère intransigeant et abrasif provoquant de constantes disputes avec ses collègues et les autres fonctionnaires des autres ministères, et donc son remplacement. Mais l'on peut aussi deviner là son intérêt pour l'Empereur, désireux de rabaisser certains lignages aristocratiques, notamment les Quatre Familles (四性), trop influents et suffisants. Son intégrité, sa franchise, et ses compétences de fonctionnaire en font un pilier moral du cercle gouvernant, aussi, après la crise de succession de 643, il revient renforcer les rangs de Taizong, redevenant ministre en chef (643-646), et tuteur du nouvel l'héritier (le futur Gaozong). 
Il souhaite se retirer afin de devenir un moine bouddhiste en 646, mais Taizong le lui interdit, et l'envoie en province. Il meurt 2 ans plus tard.